# 6 Brygada Artylerii Armat

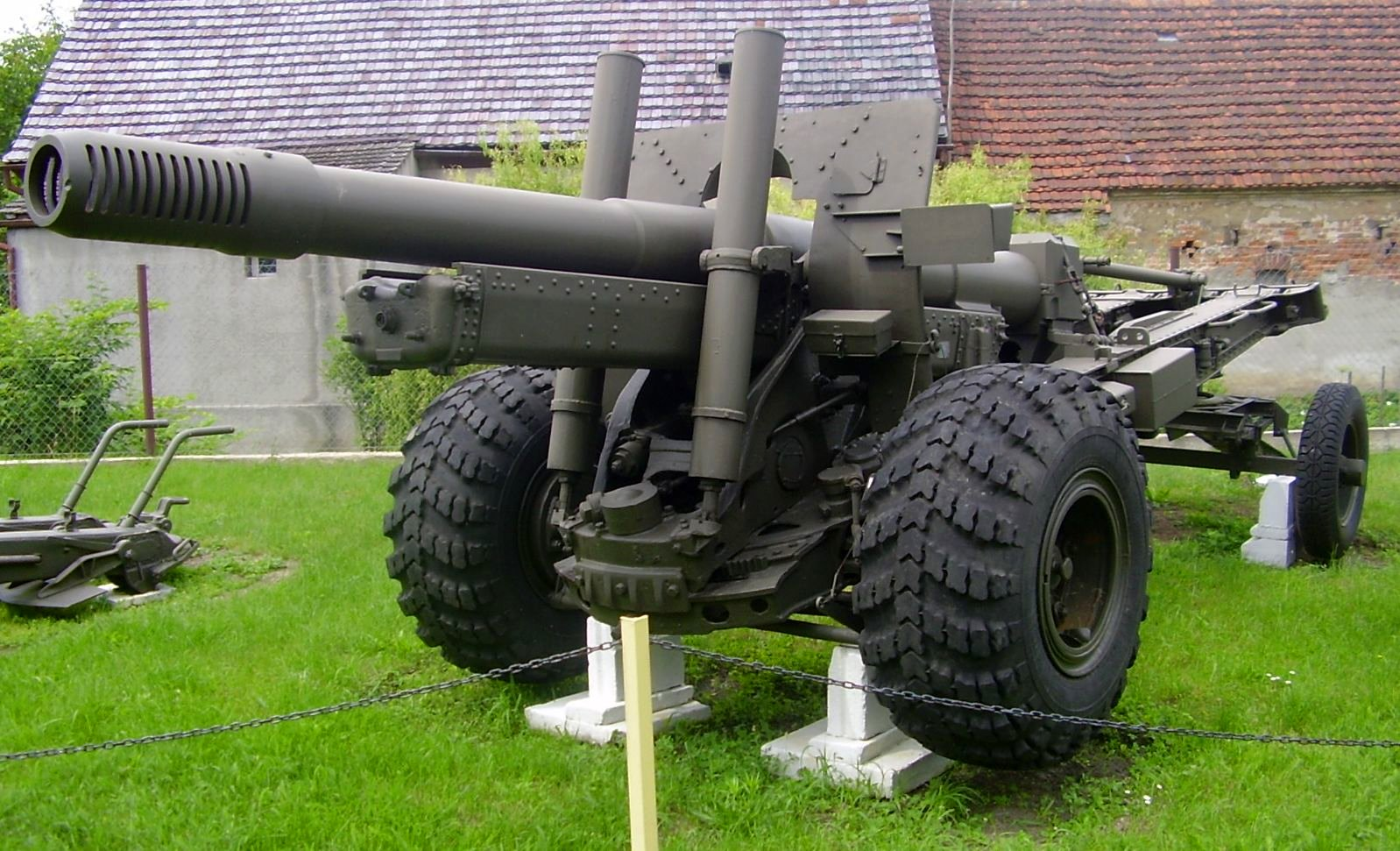
152 mm haubicoarmata wz. 1937 (MŁ-20)

6 Brygada Artylerii Armat im. gen. Józefa Bema – związek taktyczny artylerii Wojska Polskiego.

## Formowanie
Jesienią 1956 roku z 6 Dywizji Artylerii Przełamania wyłączono 19. i 25 BAH i w ten sposób przekształcono dywizję w 6 Brygadę Artylerii Przełamania. Wyłączone brygady przeniesiono do Orzysza i Bartoszyc podporządkowując je 8 DAP.
W 1957 r. brygadę przekształcono w 6 Brygadę Artylerii Armat.
Brygada stacjonowała w Grudziądzu.

## Struktura organizacyjna
- dowództwo i sztab
- dwa dywizjony artylerii haubic
- dywizjon artylerii haubic ciężkich
- dywizjon moździerzy ciężkich
- dywizjon artylerii rakietowej
- dywizjon szkolny

Stan osobowy: 1462 żołnierzy, w tym: 198 oficerów, 298 podoficerów i 966 szeregowych.
Uzbrojenie: 39 haubic 122 mm typu M-30, 20 ciężkich haubicoarmat 152 mm typu MŁ-20, 14 moździerzy 120 mm, 6 moździerzy 240 mm, 20 artyleryjskich wyrzutni rakietowych BM-24.

## Oficerowie brygady
- Włodzimierz Kwaczeniuk